# Japan Cup 2012 (ciclismo)
La Japan Cup 2012, ventunesima edizione della corsa categoria 1.HC, si svolse il 21 ottobre 2012. Fu vinta dall'italiano Ivan Basso che batté in volata Daniel Martin, Rafał Majka e Julián Arredondo.

## Ordine d'arrivo (Top 10)
| Pos. | Corridore           | Squadra       | Tempo    |
| ---- | ------------------- | ------------- | -------- |
| 1    | Ivan Basso          | Liquigas      | 4h01'58" |
| 2    | Daniel Martin       | Garmin-Sharp  | s.t.     |
| 3    | Rafał Majka         | Saxo Bank     | s.t.     |
| 4    | Julián Arredondo    | Team Nippo    | s.t.     |
| 5    | Christian Meier     | Orica-GreenE. | a 46"    |
| 6    | Miyataka Shimizu    | Bridgestone   | a 59"    |
| 7    | Simon Clarke        | Orica-GreenE. | s.t.     |
| 8    | Christophe Le Mével | Garmin-Sharp  | a 1'38"  |
| 9    | Yusuke Hatanaka     | Shimano       | a 1'39"  |
| 10   | Nathan Haas         | Garmin-Sharp  | s.t.     |